# ヨウ化トリウム(IV)
ヨウ化トリウム(IV)（ヨウかトリウム、thorium(IV) iodide) はトリウムのヨウ化物で、化学式  ThI4 で表される無機化合物。

## 製法
石英製容器に二酸化トリウムと炭素粉末を密封して加熱し、850℃付近でヨウ素蒸気を通すとヨウ化トリウムの無水物の結晶が生じる。強い吸湿性があるため、水和物の脱水により無水物を得ることは困難である。

## 性質
水に易溶。金属トリウムとともに800℃以上に長時間加熱するとヨウ化トリウム(III)が生じる。1,250℃付近まで加熱するとトリウムとヨウ素に分解し、480℃付近まで冷却すると再びヨウ化トリウム(IV)となる。この可逆反応を応用し、純粋な金属トリウムの精製に使われる。